# Pinheiro-bravo

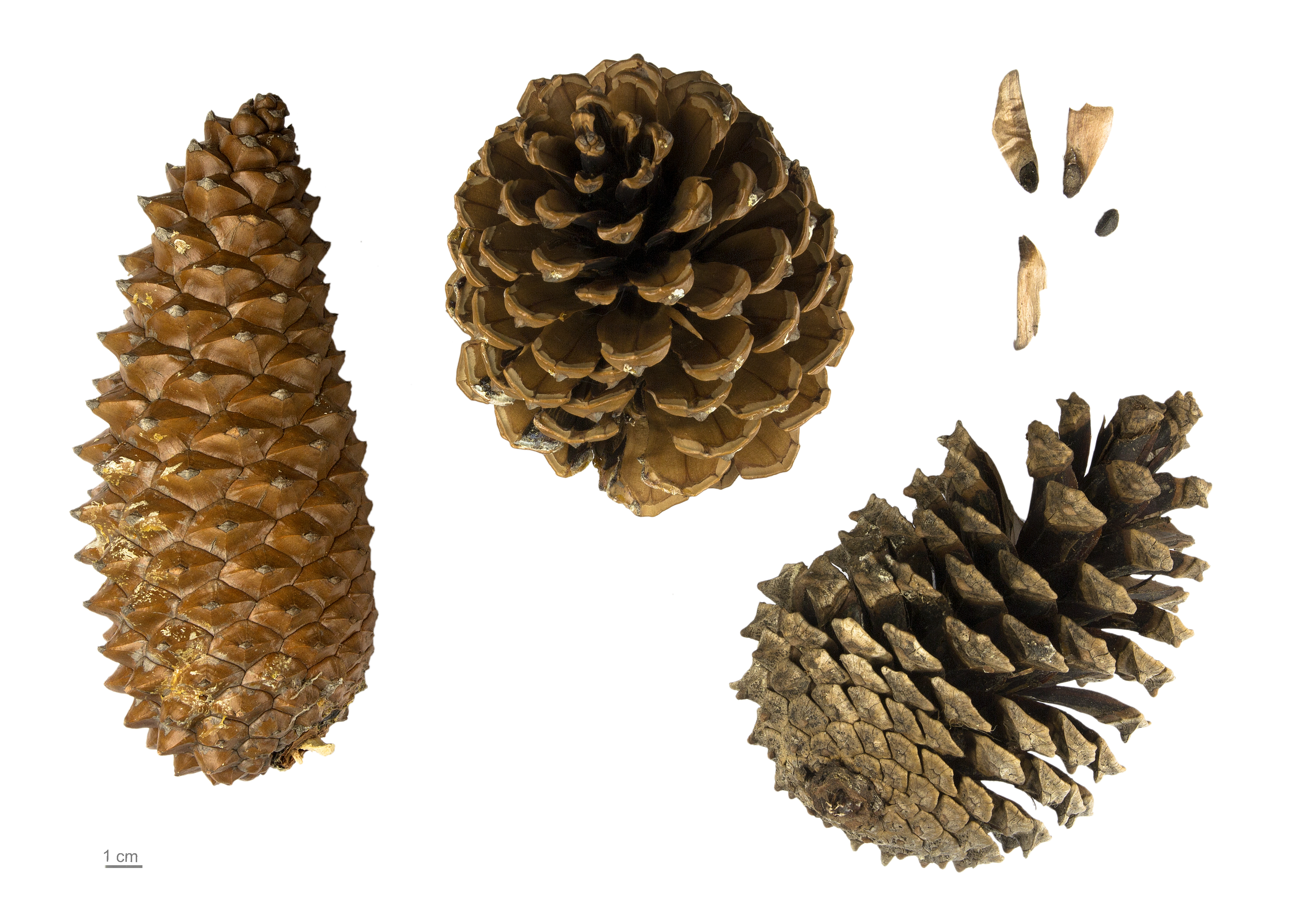
Pinus pinaster - MHNT

O pinheiro-bravo (Pinus pinaster) é uma espécie de pinheiro originária do Velho Mundo, mais precisamente da região da Europa e Mediterrâneo.

## Morfologia
É uma árvore média, alcançando entre 39 a 60 metros. A copa das árvores jovens é piramidal, e nas adultas é arredondada. O tronco está coberto por uma casca espessa, rugosa, de cor castanho-avermelhada e profundamente fendida. A subespécie mediterrânica tende a possuir casca mais espessa, que pode ocupar mais de metade da secção do tronco. As suas folhas são folhas persistentes, em forma de agulhas agrupadas aos pares, com 10 a 25 centímetros de comprimento. Tem uma ramificação verticilada, densa, os ramos quando são jovens são muito espaçados e amplos.
Tem floração monoica, ou seja as flores masculinas e femininas estão reunidas num mesmo pé. As suas flores masculinas estão dispostas em inflorescências douradas, com forma de espiga, agrupadas lateralmente nos ramos longos do terço inferior dos raminhos novos; e as flores femininas estão dispostas em inflorescências terminais. A sua floração começa em Fevereiro e acaba em Março.
Espetar-se com a pinha causa inflamação na parte espetada, ocasionando inchaço.
As pinhas ou cones, com entre 8 a 22 cm de comprimento por 5 a 8 cm de largura, simétricas ou quase simétricas, são castanhas claras e brilhantes quando maduras. Amadurecem no final do Verão do segundo ano e libertam numerosas sementes com uma asa, vulgarmente designada por pinhão.

## Localização e distribuição
É originária do Sudoeste da Europa e Norte de África. Tem uma distribuição muito espalhada pela bacia mediterrânica, localiza-se nos litorais atlânticos da Península Ibérica (nomeadamente na Galiza) e de França.

### Em Portugal

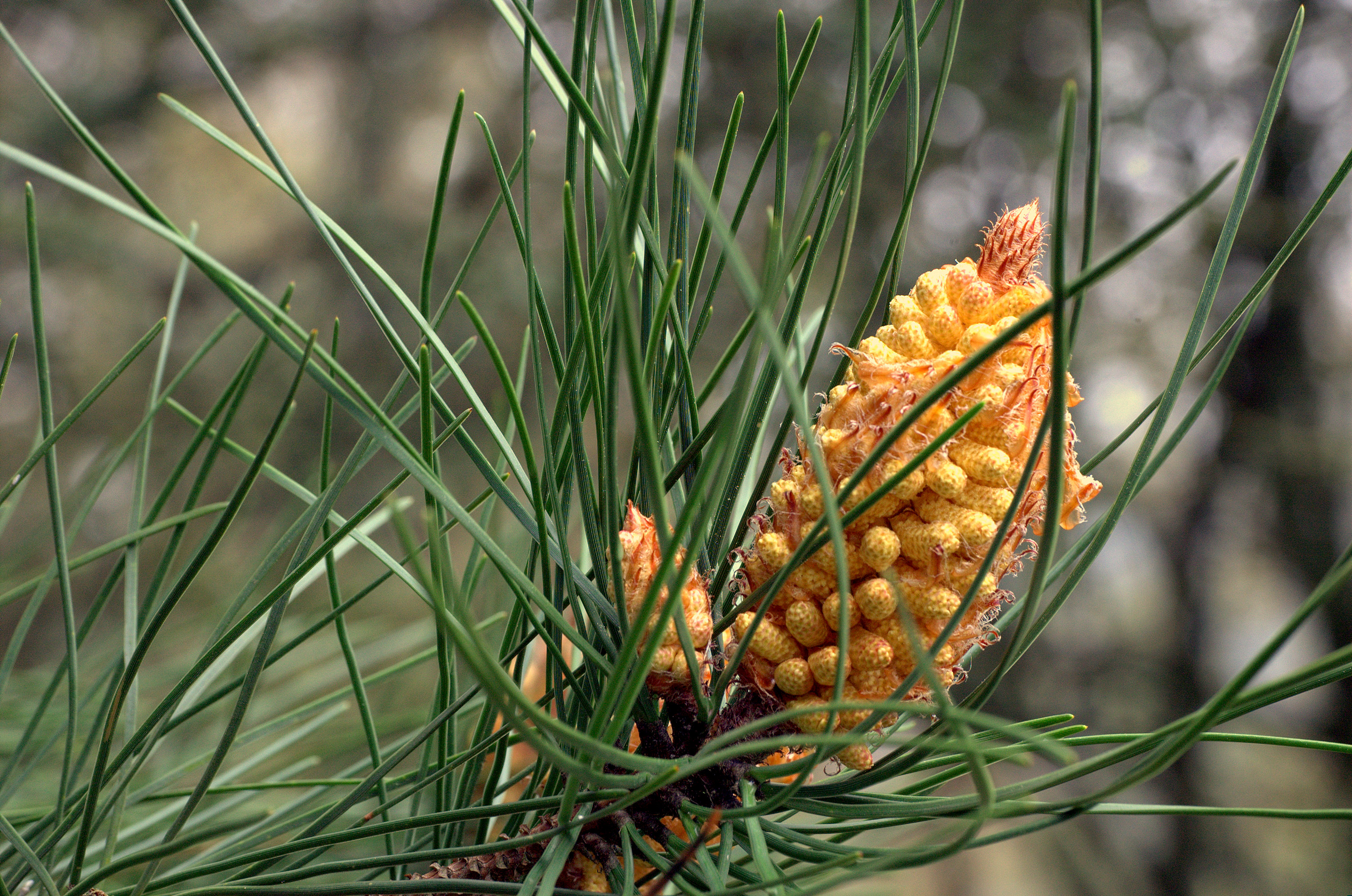
Flores masculinas

Em Portugal era primitivamente uma espécie espontânea na faixa costeira sobre solos arenosos a norte do Tejo, onde encontra as condições fitoclimáticas ideais: humidade atmosférica e influência atlântica, mas actualmente, devido à acção do homem está presente por todo o País, existindo abundantes localizado nos extremos no Norte e Centro (Beira Alta, Beira Baixa, Beira Litoral e Ribatejo), que com uma superfície de 812 000 hectares plantados, representam 62,5% da área total do pinheiro em Portugal; penetra até Trás-os-Montes e Beiras, e na faixa litoral desde o Minho até à Península de Setúbal.
Em 2017, 31,2% de toda a área florestal é composta por pinheiros-bravos.
Na Ilha da Madeira, o pinheiro-bravo representa 70% da área plantada.[carece de fontes?]

## Utilização em Portugal
Essência florestal de grande interesse económico foi abundantemente plantada pois proporciona uma grande produção de madeira, protege contra o vento, e devido ao seu enraizamento radical aprumado e profundo como fixador de dunas, além de permitir a recuperação de solos pobres e erosionados. A madeira, resinosa, clara, avermelhada ou castanho-avermelhado, com abundantes nós é durável, pesada e pouco flexível, então é utilizada em mobiliário, postes, cofragem, caixotaria, aglomerados, carpintaria, construção naval, combustível e celulose. Extrai-se a resina, para ser usada na indústria de tintas, vernizes e aguarrás. A casca do tronco é rica em tanino e é usada no curtimento de peles.
Actualmente, o Pinheiro representa cerca de 40% da área florestal, ou seja 1 300 000 hectares em todo o País, quer em povoamentos puros, quer em mistos dominantes. Todavia, exige-se hoje uma gestão mais cuidada do pinhal, a fim de garantir um melhor rendimento de exploração.